# Ernst August Evers
Ernst August Evers (* 30. April 1779 in Isenhagen; † 6. Januar 1823 in Lüneburg) war ein deutscher Lehrer.

## Leben und Werk
Evers studierte in Halle und Göttingen klassische Philologie. Er war ein Schüler von Friedrich August Wolf und besuchte Vorlesungen von Georg Christian Knapp und Johann August Nösselt.
1804 ging Evers nach Aarau, wo ihm die Aufgabe zuteilgeworden war, die eben gegründete aargauische Kantonsschule zu reorganisieren, die nach dem Wunsch ihrer Gründer das geistige Zentrum des neuen Großkantons Aargau werden sollte. Evers gab der Schule eine feste Organisation und einen Lehrplan. Als Kritiker der aufklärerischen Pädagogik und Verfechter einer bürgerlichen Öffentlichkeit wandte er sich dabei gegen die Vorstellung, dass das Individuum der Brauchbarkeit und Nützlichkeit und den Zwängen von Staat und Beruf zu opfern sei. Er stellte vielmehr die umfassende Bildung des Menschen und besonders das Studium der philologischen Fächer in den Vordergrund. 1811 wurde ihm das Ehrenbürgerrecht der Stadt Aarau verliehen. 1817 folgte Evers einem Ruf als Inspektor und Professor an der Ritterakademie St. Michaelis in Lüneburg.
Evers war der Schwiegersohn von Jakob Nüsperli  und Schwager von Heinrich Zschokke und Friedrich Nüsperli. Der Nachlass von Ernst August Evers befindet sich im Staatsarchiv Aargau.
Einer seiner Schüler in Aargau war der Pädagoge und Dichter Konrad Näf.

## Schriften
- Fragment der aristotelischen Erziehungskunst, als Einleitung zu einer prüfenden Vergleichung der antiken und modernen Pädagogik. Samuel Flick, Aarau 1806.
- Über die Schulbildung zur Bestialität: eine Streitschrift zugunsten der humanistischen Bildung. Friedrich Jakob Beck, Aarau 1807. Digitalisat. Nachdruck: Manutius-Verlag, Heidelberg 2002, ISBN 3-925678-95-6.
- Vater Johann Rudolf Meyer, Bürger von Aarau. Eine Denkschrift. Sauerländer, Aarau 1815. Digitalisat